# Festival Frye

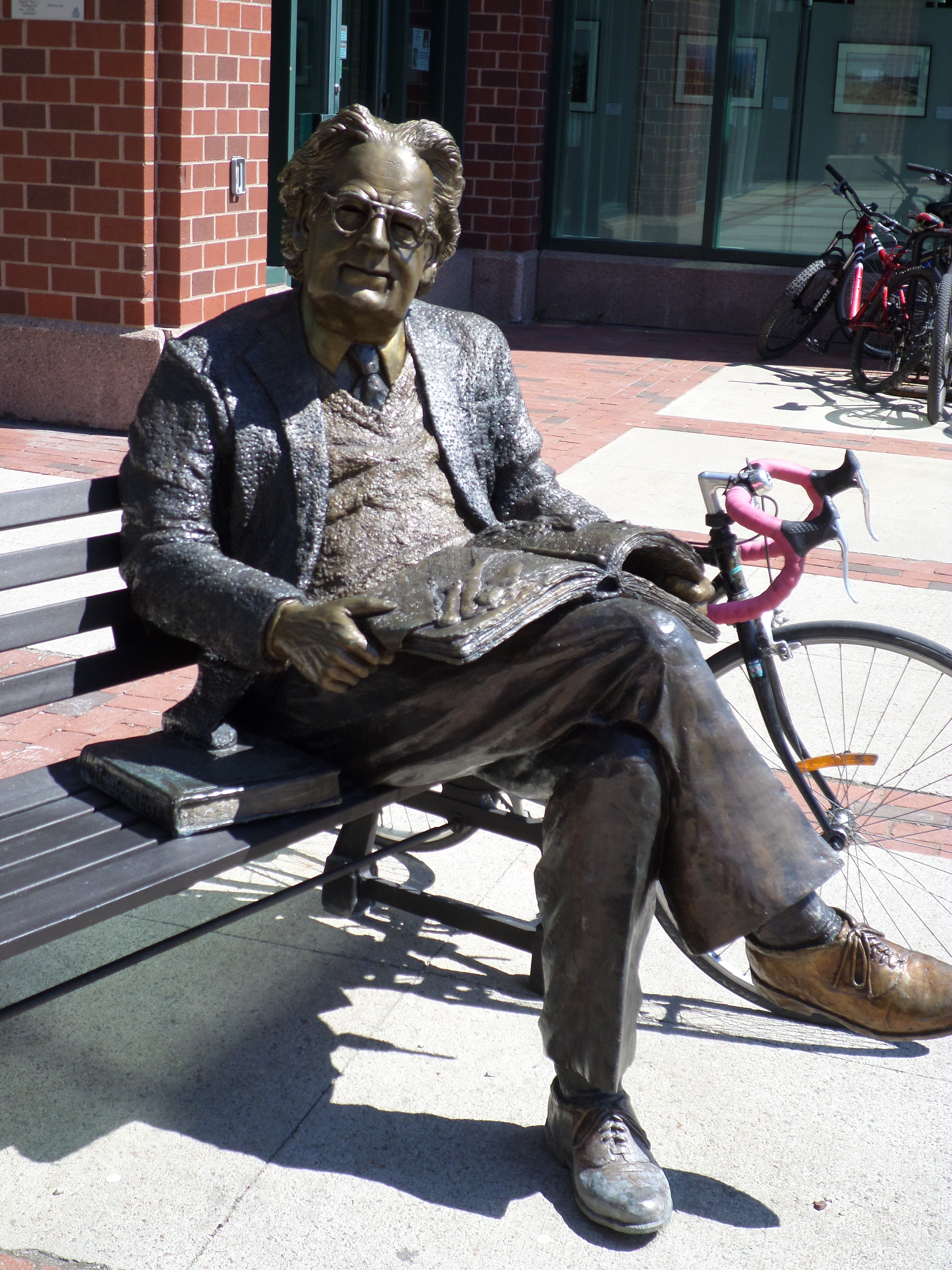
Statue de Northrop Frye à la Bibliothèque publique de Moncton

Le Festival Frye, jadis nommé le Festival littéraire international Northrop Frye, est un festival littéraire bilingue (français et anglais) qui se tient à Moncton, Nouveau-Brunswick, Canada en avril de chaque année.
Le festival a été lancé en 1999 et rend hommage au célèbre critique littéraire Herman Northrop Frye (1912-1991), qui a passé ses années formatrices à Moncton, et qui fut diplômé de Aberdeen High School (l'actuel Centre culturel Aberdeen).

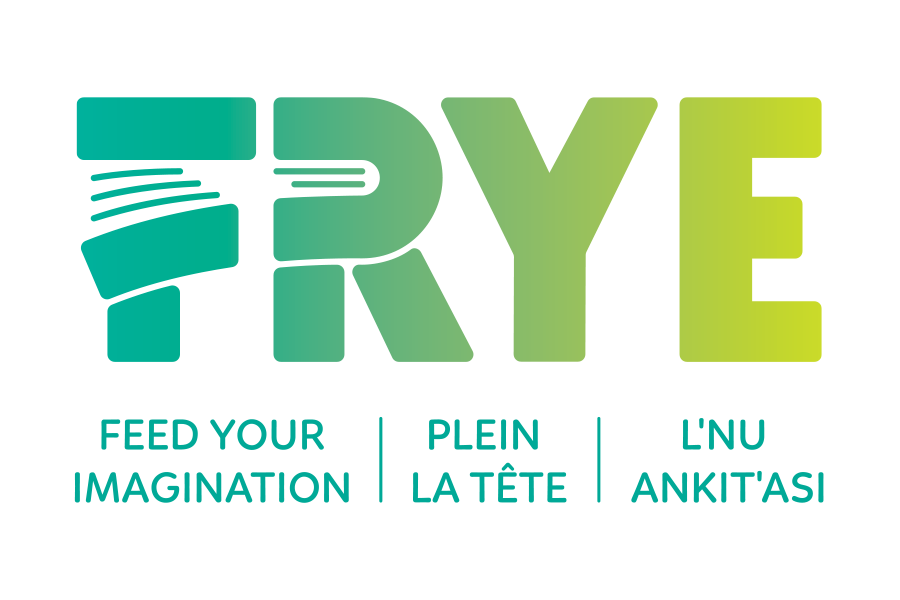
Logo du Festival Frye en date de septembre 2021 / Frye Festival logo as of September 2021

## Historique
Né à Sherbrooke, au Québec, Northrop Frye avait sept ans lorsque sa famille a déménagé à Moncton, au Nouveau-Brunswick. Il est devenu un auteur accompli et est élu à la Société royale du Canada en 1951.
En 1967, Northrop Frye est nommé professeur à l'University of Toronto. Il est aussi invité comme enseignant au Charles Eliot Norton Professorship in Poetry à Harvard University.
En novembre 1990, à l'invitation du professeur Serge Morin, Northrop Frye est retourné à Moncton pour donner la conférence Pascal Poirier à l' Université de Moncton.
L'année suivante, après la mort de Northrop Frye en janvier 1991, la Northrop Frye Society a organisé un rassemblement des acolytes de Frye. John Ayre, l'auteur de sa biographie, fut invité à donner la conférence Pascal Poirier.
En 1997, la Ville de Moncton élabora une politique sur les arts qui recommandait l'organisation d'un festival en l'honneur de Northrop Frye.
Le Festival Frye a été fondé par trois partenaires de la région du Grand Moncton : le Centre culturel Aberdeen, la Northrop Frye Society et la Commission économique du Grand Moncton.
En décembre 1999, une conférence publique mettant en vedette deux figures littéraires canadiennes, Antonine Maillet et John Ralston Saul, fut organisée au Théâtre Capitol par la Commission économique du Grand Moncton, Vision TV et le Centre culturel Aberdeen. Ce projet fut le catalyseur de la création du Festival Frye.
La première édition du festival, jadis nommé le Festival littéraire international Northrop Frye, eut lieu en 2000. Lors de sa première édition, plus de 3 000 personnes assistèrent au Festival Frye. En 2011, ce furent plus de 15 000 personnes. Après 20 ans d'activité, le festival avait accueilli près de 800 autrices et auteurs, dont plus de 450 autrices et auteurs primés, de tous les continents et récipiendaires de presque tous les grands prix littéraires internationaux.
Depuis 2006, le festival nomme un ou une poète flyée, qui compose des poèmes pendant l'événement, traitant des enjeux, des particularités et de l'histoire du festival et de sa communauté. Plusieurs poètes se sont succédé dans ce rôle, dont Paul Bossé (2006-2009), Jessie Robichaud (2010), Gabriel Robichaud (2011-2013), Josephine Watson (2014-2015), Christine Melanson (2016-2017), Mo Bolduc (2018) et Georgette Leblanc (2019),,.
De 2019 à 2022 (mandat exceptionnel de trois ans en raison de la pandémie de Covid-19), deux poètes ont été nommés poètes flyés du Festival Frye et poètes lauréats de la ville de Moncton : Jean-Philippe Raîche et Kayla Geitzler,.
En novembre 2022, Drew Lavigne et Paul Bossé ont été nommés Poètes flyés du Festival Frye et poètes lauréats de la ville de Moncton.
Le Festival Frye est le récipiendaire du Prix Dialogue du lieutenant-gouverneur 2005, du Prix Éloize pour l'événement de l'année 2007, de l'organisme artistique de l'année TD Canada Trust 2009 par la Fondation des arts du Nouveau-Brunswick et du Prix d'excellence de la promotion de la dualité linguistique 2014 de la commission aux langues officielles.

## Distinctions
- Prix Dialogue du Lieutenant-gouverneur du Nouveau-Brunswick (2005)[11]
- Événement de l'année aux Éloizes (2008, avec une autre nomination en 2012)[12],[13]
- Organisme artistique de l'année TD de la Fondation des arts du Nouveau-Brunswick (2009)
- Prix d'Excellence de la Chambre de commerce du Grand Moncton (2012)[14]
- Prix de reconnaissance de l'Association des bibliothécaires professionnels du N.-B. (2012)[15]
- Prix Dr. Marilyn Trenholme Counsell Award for Community Literacy Programs (2014)
- Prix d'excellence — Promotion de la dualité linguistique, Commissaire aux langues officielles du Canada (2014)[16]
- Prix Acadie-Québec (2018)[17]
- Finaliste de la catégorie Organisme à but non lucratif de l'année aux Prix d'excellence en affaires de la Chambre de commerce du Grand Moncton (2018)[18]